# 奧馬哈 (伊利諾伊州)
奧馬哈（英語：Omaha）是位於美國伊利諾伊州加拉廷縣的一個村落。

## 地理
奧馬哈的座標為37°53′24″N 88°18′12″W / 37.89000°N 88.30333°W，而該地最高點為海拔高度113米（即371英尺）。

## 人口
根據2010年美國人口普查的數據，奧馬哈的面積為2.12平方千米，當中陸地面積為2.12平方千米，而水域面積為0.00平方千米。當地共有人口266人，而人口密度為每平方千米125人。